# Li Chao (Skispringer)
Li Chao (geboren am 7. September 1988) ist ein chinesischer Skispringer.

## Werdegang
Li Chao trat erstmals bei der Winter-Universiade 2015 im slowakischen Štrbské Pleso international in Erscheinung. Im Einzelwettkampf von der Normalschanze sprang er auf den 49. Platz, im gemischten Teamwettbewerb, der ebenfalls von der Normalschanze ausgetragen wurde, belegte er gemeinsam mit Li Xueyao den siebten Rang.
In den folgenden Jahren nahm Li Chao vor allem an Wettbewerben im FIS Cup teil. Am 26. Januar 2019 gab er im Rahmen der Saison 2018/19 sein Debüt im Continental Cup der Nordischen Kombination im slowenischen Planica mit einem 50. Platz. Dieses Resultat wiederholte er am darauffolgenden Tag an gleicher Stelle.
Li Chao trat in der Qualifikation zum Einzelwettkampf von der Normalschanze bei den Nordischen Skiweltmeisterschaften 2019 in Seefeld in Tirol an, die er mit dem 62. Platz aber verpasste.
Im Januar 2020 sprang Li Chao in Planica auf 128,5 Meter und stellte damit einen nationalen chinesischen Rekord auf.